# Lanao del Norte

Lanao del Nortes läge i Filippinerna

Lanao del Norte är provins på ön Mindanao i Filippinerna. Den är belägen i regionen Norra Mindanao och har 844 600 invånare (2006) på en yta av 3 092 km². Administrativ huvudort är Tubod. Lanao del Norte ingick i den före detta regionen Centrala Mindanao fram till 2001 men överfördes sedan till Norra Mindanao.

## Kommuner och städer
Provinsen är indelad i 22 kommuner och 1 stad. Större städer och orter är Iligan City och Tubod.
| - Bacolod - Baloi - Baroy - Kapatagan - Kauswagan - Kolambugan - Lala - Linamon - Magsaysay - Maigo - Matungao | - Munai - Nunungan - Pantao Ragat - Pantar - Poona Piagapo - Salvador - Sapad - Sultan Naga Dimaporo (Karomatan) - Tagoloan - Tangcal - Tubod |